# Peperomia clivicola
Peperomia clivicola är en pepparväxtart som beskrevs av Truman George Yuncker. Peperomia clivicola ingår i släktet peperomior, och familjen pepparväxter. Inga underarter finns listade i Catalogue of Life.